# School of Visual Arts

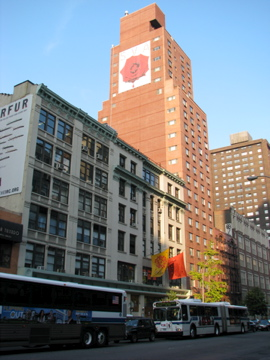
Hauptgebäude der School of Visual Arts

Die School of Visual Arts (SVA) ist eine Kunstschule in New York und eine der führenden privaten Hochschulen für Kunst und Design in den USA.
Die Schule wurde 1947 von Silas Rhodes und Burne Hogarth (dem Zeichner der Tarzan Comics) als „Cartoonists and Illustrators School“ mit drei Lehrern und 35 Studenten gegründet. 1955 erhielt sie ihren jetzigen Namen.
Die SVA bietet Bachelor-Abschlüsse an und hat seit 1983 ein Master of Fine Arts-Programm (M.F.A.) für Werbegrafik, Animation, Zeichnen, Computerkunst, Film und Video, Fine Arts, Grafikdesign, Illustration, Innenarchitektur, Fotografie, Malerei, Zeichnung und Bildhauerei, Kunsterziehung, Kunstkritik, Kunsttherapie, Design, Digitalfotografie, Dokumentarfilm und für Video und verwandte Medien. 1986 war es das erste College in den USA, das einen  M.F.A. in Computerkunst anbot.
Die Schule hat heute 690 Lehrer und 6500 Studenten. Sie ist die größte unabhängige Kunstschule in den USA. Zu den bekannten ehemaligen Studenten zählen die Künstler Joseph Kosuth, Gerard Way, Keith Haring, Jared Leto, Vera Lutter, Darrin Klimek, Maria Lassnig, Susanne Mahlmeister und Donald Martiny.